# Калидонски вепар
Калидонски вепар (грч. ὁ Καλυδώνιος κάπρος или ὁ Καλυδώνιος ὗς) назив је за чудовишну животињу у грчкој митологији, коју су савладали и убили грчки хероји, а коју је богиња Артемида послала да пустоши област града Калидона у Етолији јер је тамошњи краљ пропустио да њој принесе жртву.

## Митологија
Једног пролећа Енеј, краљ Калидона у Етолији, принео је за жртву прве плодове свим боговима, али је случајно изоставио Артемиду. Љута због те увреде Артемида је послала вепра огромне снаге и величине да похара калидонску земљу. Мелеагар, син Енејев, сакупио је борце из разних грчких градова, који су кренули у тзв. калидонски лов. Грчки су хероји брзо саавладали и убили вепра. Но, Артемида је тада изазвала сукоб између Етолаца и Курета око тога коме ће припасти трофеј ― вепрова глава и кожа. Етолци су с успехом потискивали Курете, али кад је Мелеагар убио свог ујака, брата своје мајке Алтеје, Алтеја је позвала Персефону и Ериније да њеног сина казне смрћу. Мелеагар се тада повукао из борбе, а Курети су озбиљно запретили Калидону. Мелеагар се тек на усрдне молбе своје супруге вратио у бој. Успео је да савлада Курете, а онда су Ериније услишиле Алтејину молбу и усмртиле Мелеагра. Код Паусаније се наводи да је помагавши Куретима, Аполон убио Мелеагра.
Касније предање каже да је лов на калидонског вепра трајао шест дана и да су у њему погинули многи јунаци, укључујући и Мелеагровог брата Агелаја. У сукобу који је између Етолаца и Курета избио око вепрове главе и коже Мелеагар је нехотице убио своја два ујака, Ификла и Афареја. Алтеја је тада у гневу извукла магичну цепаницу, од чијег је очувања зависио Мелеагров живот, и бацила је у ватру, чиме је Мелеагру одузела живот.
Према предању које преносе Псеудо-Аполодор и Овидије, у лову на калидонског вепра учествовали су готово сви велики грчки јунаци, а међу њима и једна жена, чувена ловкиња Аталанта, у коју се Мелеагар одмах заљубио. Након девет дана гошћења на Енејевом двору започео је лов на вепра. Победнику је обећана вепрова кожа као ратни трофеј. Аталанта је прва ранила вепра, потом га је Амфијарај погодио у око, а напослетку му је Мелеагар задао смртоносни ударац. Мелеагар је кожу убијене животиње дао Аталанти зато што се заљубио у њу, али и зато што је она задала животињи први ударац. Кад су Алтејина браћа, сматрајући увредом да нека жена добије награду поред мушкараца, узели од ње кожу, тврдећи да им припада по праву рођења, ако је већ Мелеагар не жели узети, Мелеагар се разбеснео и убио своје ујаке. Кад је Алтеја то сазнала, извукла је магичну цепаницу и бацила је у ватру, и тако је убила Мелеагра. Његове сестре ― Горга, Еуримеда, Дејанира и Меланипа ― неутешно су јецале све док их Артемида није претворила у птице бисерке ("мелеагриде", μελεαγρίδες) и потом пренела на острво Лерос, где су једном годишње оплакивале брата. Две сестре, Горга и Дејанира, нису биле претворене у птице захваљујући Дионисовој интервенцији. Према неким вестима, Алтеја и Мелеагрова жена Клеопатра касније су се обесиле, а према другим, Алтеја се, обузета кајањем, пробола бодежом..

## Учесници лова
У табели су приказани:
- учесници лова за које Паусанија наводе да их је видео представљене на храму Атене Алеје у Тегеји;[7]
- учесници лова које наводи римски митограф Хигин,[8] међу којима је и Деукалион, чија је повезаност с калидонским ловом ипак мало вероватна;
- ученици лова које наводи Овидије у осмој књизи Метаморфоза.[6]

| Јунак           | Паусанија | Хигин | Овидије | Nапомена |
| --------------- | --------- | ----- | ------- | --- |
| Акаст           |           |       |         | "копљаник славни" |
| Адмет           |           |       |         | син Ферета из града Фере у Тесалији |
| Алкон           |           |       |         | један од три сина Хипоконтова или Аресова из Амикле у Тракији |
| Амфијарај       |           |       |         | син Оиклов, из Арга |
| Анкеј           |           |       |         | из Фарасије, син Ликургов, који је и погинуо у лову. Према Овидијевом казивању, Анкеј је потегао на вепра двосеклу секиру, али је својим самохвалисањем дао вепру времена да га нападне: вепар је роговима пробо Анкејеве слабине и јунак се сруши и паде у великој бари властите крви. |
| Асклепије       |           |       |         | Син Аполона |
| Аталанта        |           |       |         | Кћи Схенеја из Аркадије |
| Кенеј           |           |       |         | Син Елатов |
| Кастор и Полукс |           |       |         | Зевсови синови |
| Кефеј           |           |       |         | брат Анкејев, из Аркадије; као учесника у калидонском лову наводи га Псеудо-Аполодор |
| Ктеат           |           |       |         | брат Еуритов, син Акторов. |
| Деукалион       |           |       |         | син Минојев |
| Дријант         |           |       |         | Аресов син |
| Ехион           |           |       |         | један од Аргонаута, син Меркурија (Хермеса) и Антијанире |
| Енесим          |           |       |         | један од три сина Хипоконтова или Аресова из Амикле у Тракији |
| Епох            |           |       |         | |
| Еуфем           |           |       |         | син Посејдонов |
| Еурипи          |           |       |         | као учесника у калидонском лову наводи га Псеудо-Аполодор |
| Еуритион        |           |       |         | Меркуров син |
| Еурит           |           |       |         | брат Ктеатов, син Акторов |
| Хипас           |           |       |         | Еуритов син |
| Хипотој         |           |       |         | |
| Хилеј           |           |       |         | вепар га је усмртио |
| Јасон           |           |       |         | |
| Ида             |           |       |         | и Линкеј, синови Афарејеви, из Месеније |
| Јолај           |           |       |         | син Ификлов, братић Хераклов |
| Ификле          |           |       |         | брат близанац Херакла (који није учествовао у лову), Амфитрионов смртни син, из Тебе |
| Комет и Протој  |           |       |         | синови Тестијеви, ујаци Мелеагрови |
| Лаерт           |           |       |         | син Аркесијев, отац Одисејев |
| Лелег           |           |       |         | из Нарика у Локриди |
| Леукип          |           |       |         | један од три сина Хипоконтова или Аресова из Амикле у Тракији |
| Линкеј          |           |       |         | и Ида, синови Афарејеви, из Месеније |
| Мелеагар        |           |       |         | Енејев син |
| Мопс            |           |       |         | Ампиков син |
| Нестор          |           |       |         | |
| Панопеј         |           |       |         | |
| Пелеј           |           |       |         | син Еаков, отац Ахилејев, из Фтије |
| Феник           |           |       |         | син Аминторов |
| Филеј           |           |       |         | из Елиде |
| Пиритој         |           |       |         | син Иксионов, из Ларисе, пријатељ Тезејев |
| Плексип         |           |       |         | брат Токсејев, кога је усмртио Мелеагар |
| Протој          |           |       |         | син Тестијев, ујак Мелеагрови |
| Теламон         |           |       |         | син Еаков |
| Тезеј           |           |       |         | |
| Токсеј          |           |       |         | брат Плексипов, кога је усмртио Мелеагар |